# 금성동 (부산)
금성동(金城洞)은 부산광역시 금정구의 법정동이자 행정동이다. 금정산성에서 따왔다.

## 같이 보기
- 대한민국의 지리
- 대한민국의 행정 구역